# Desa Rambat
Desa Rambat är en administrativ by i Indonesien.   Den ligger i provinsen Jawa Tengah, i den västra delen av landet, 500 km öster om huvudstaden Jakarta. Desa Rambat ligger vid sjöarna  Waduk Kedungombo och Waduk Sidorejo.